# Hriňová
Hriňová er en by i det centrale Slovakiet. Byen ligger i regionen Banská Bystrica. Den ligger kun 230 kilometer fra den slovakiske hovedstad Bratislava. Byen har et areal på 126,49 km² og en befolkning på 7.023(2023) indbyggere.

## Eksterne links
- Officiel hjemmeside

- Wikimedia Commons har flere filer relateret til Hriňová